# Гальчин (Черниговская область)
Гальчин (укр. Гальчин) — село в Козелецком районе Черниговской области Украины. Население 205 человек. Занимает площадь 1,177 км².
Код КОАТУУ: 7422084702. Почтовый индекс: 17034. Телефонный код: +380 4646.

## Власть
Орган местного самоуправления — Крещатенский сельский совет. Почтовый адрес: 17034, Черниговская обл., Козелецкий р-н, с. Крещатое, ул. Ленина, 3.